# El buen destino
El buen destino és una pel·lícula argentina dirigida per Leonor Benedetto i protagonitzada per Federico Luppi, Gustavo Garzón i Gabriela Toscano. Va ser estrenada el 30 de novembre de 2006.

## Sinopsi
Un poble queda al marge de la civilització i el progrés, però també al marge del capitalisme salvatge i del campi qui pugui. Des d'allí, encara són possibles la utopia i la solidaritat. En aquest poble, cinc homes, les edats dels quals són dispars tant com les seves ocupacions i el seu grau de desenvolupament cultural i espiritual, faran front a la falta de treball, cadascun a la seva manera.

## Repartiment
- Federico Luppi com Manuel
- Gustavo Garzón com Mancio
- Gabriela Toscano com Marión
- Pablo Rago comoDavid
- Jorge Suárez com Hilario
- Luis Luque com Andrés
- Oscar Alegre com Ismael
- María Carámbula com Solange
- Jessica Schultz com Emma
- Roberto Vallejos com Orlando
- Norma Argentina com Doña Nelly
- Alejandra Radano com Clarisa
- Fabiana García Lago com Elisa
- Nicolás Vázquez com Willy
- Rafael Ferro com Daniel
- Luis Ziembrowski com Dr. Beltrán
- Elvira Mínguez com Esmeralda
- Juan Leyrado

## Nominacions i premis
Fou nominada al Zènit d'Or al Festival Internacional de Cinema de Toronto i va rebre una menció especial a la XII Mostra de Cinema Llatinoamericà de Lleida.